# Grecka Biblioteka Narodowa
Grecka Biblioteka Narodowa (gr. Εθνική Βιβλιοθήκη της Ελλάδος) – biblioteka narodowa Grecji, znajdująca się w centrum Aten.

## Opis
Została zaprojektowana przez duńskiego architekta Theofila Freiherr von Hansen, jako część jego słynnej Trylogii w stylu neo-klasycystycznym budynków, w których skład wchodzą Akademia Ateńska i oryginalny gmach Uniwersytetu Ateńskiego.
Biblioteka założona została w 1824 roku, w 1830 jej zbiory liczyły 1018 woluminów, a w 1842 około 15 000 woluminów.
Dzisiaj biblioteka przechowuje około 4500 starogreckich rękopisów i jest to jedna z największych kolekcji greckich rękopisów na świecie. Wśród zbiorów znajduje się kodeks uncjalny 050 zawierający Ewangelię Jana, kodeks 2603 zawierający Ewangelię Mateusza, Flora Graeca Sibthorpiana, The Large Etymological Dictionary, pierwsze wydanie Homera.
W roku 2010 zaplanowano przeniesienie najistotniejszych zbiorów do Faleronu. Budowa nowoczesnego kompleksu na brzegu zatoki miała zostać ukończona w 2015 roku.